# NGC 4105
NGC 4105 (również PGC 38411) – galaktyka eliptyczna (E3), znajdująca się w gwiazdozbiorze Hydry. Odkrył ją William Herschel 7 marca 1791 roku. Jest to galaktyka z aktywnym jądrem typu LINER.